# Hopatcong
Hopatcong é um distrito localizado no estado americano de Nova Jérsei, no Condado de Sussex.

## Demografia
Segundo o censo americano de 2000, a sua população era de 15.888 habitantes.
Em 2006, foi estimada uma população de 15.884, um decréscimo de 4 (0.0%).

## Geografia
De acordo com o United States Census Bureau tem uma área de
32,0 km², dos quais 28,4 km² cobertos por terra e 3,6 km² cobertos por água.

## Localidades na vizinhança
O diagrama seguinte representa as localidades num raio de 8 km ao redor de Hopatcong.